# Hackett (Arkansas)
Hackett é uma cidade localizada no estado americano de Arkansas, no Condado de Sebastian.

## Demografia
Segundo o censo americano de 2000, a sua população era de 694 habitantes.
Em 2006, foi estimada uma população de 743, um aumento de 49 (7.1%).

## Geografia
De acordo com o United States Census Bureau, a localidade tem uma área de 4,2 km², sem área coberta por água. Hackett localiza-se a aproximadamente 152 m acima do nível do mar.

## Localidades na vizinhança
O diagrama seguinte representa as localidades num raio de 16 km ao redor de Hackett.